# Іль-дю-Шат
Іль-дю-Шат — французький острів в архіпелазі Кергелен, розташований в затоці Морбіан на північ від острова Сімет'єр.

## Уламки корабля
За кілька метрів від західного берега острова, між островом Кошон, лежать уламки Альберти, колишнього бельгійського гірського судна, яке стало човном «Société des Îles Kerguelen» і перейменовано на «Espérance», яке стояло на якорі в бухті, до того, як був виведений на берег австралійським флотом під час Другої світової війни, щоб він не був використаний німцями.